# Liste der Monuments historiques in Saint-Divy
Die Liste der Monuments historiques in Saint-Divy führt die Monuments historiques in der französischen Gemeinde Saint-Divy auf.

## Liste der Bauwerke
| Bezeichnung                 | Beschreibung | Standort                 | Kennzeichnung | Schutzstatus | Datum | Bild           |
| --------------------------- | ------------ | ------------------------ | ------------- | ------------ | ----- | -------------- |
| Kirche St-Divy mit Calvaire |              | Place de l’Église (Lage) | PA00135270    | Inscrit      | 1995  | weitere Bilder |
| Manoir de la Haye           | Herrenhaus   | (Lage)                   | PA00090408    | Inscrit      | 1977  |                |

## Liste der Objekte
- Monuments historiques (Objekte) in Saint-Divy in der Base Palissy des französischen Kultusministeriums